# Gil Haskel

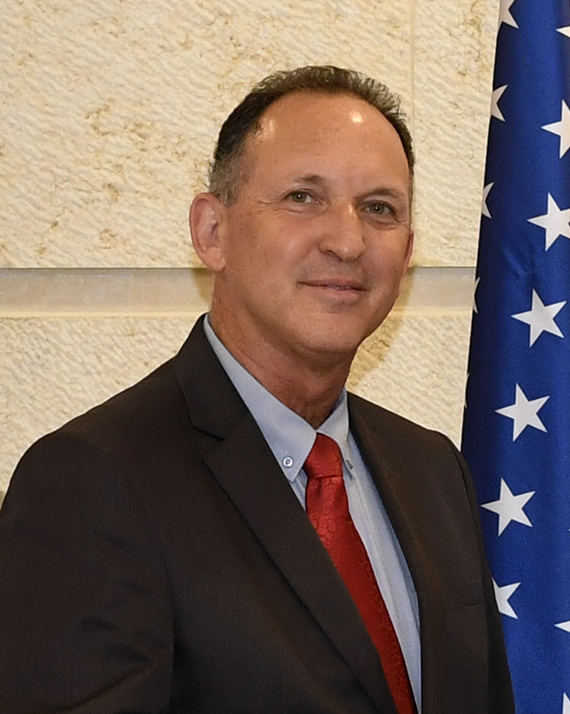
Gil Haskel, Aug. 2019

Gil Haskel (* 1965 in Jerusalem) ist ein israelischer Diplomat.
Haskel studierte Psychologie und Politikwissenschaft an der Hebräischen Universität in Jerusalem und erhielt dort einen Bachelor of Arts.
Während seiner diplomatischen Karriere bekleidete er verschiedene Posten im israelischen Außenminister und arbeitete an den israelischen Botschaften in Tokio und Neu-Delhi. Seit 2011 ist er Botschafter in Kenia, sowie nicht-residierender Botschafter für Uganda, Sambia, Tansania, Malawi und die Seychellen.
Haskel ist verheiratet und hat vier Kinder.